# Kelly Heelton
Kelly Heelton (* 15. September 1981 in São Paulo, Brasilien; bürgerlich Fausto Israel de Souza) ist eine deutsch-brasilianische Dragqueen. Sie nahm an der 1. Staffel von Drag Race Germany teil und belegte den 4. Platz. Im bürgerlichen Leben ist Fausto Israel Sänger, Tänzer und Schauspieler.

## Leben
Fausto Israel kommt aus einer musikalischen Familie. Sein Vater ist Gitarrist, seine Tante ist Opernsängerin. Im Alter von sechs Jahren war Israel bereits Solist im Gospel Chor der Kirche seiner Geburtsstadt São Paulo. Ein Jahr später begann er mit dem Tanzunterricht. Von 1998 bis 2002 absolvierte er an der Universidade de São Paulo eine künstlerische Ausbildung unter Reynaldo Puebla. Er arbeitete neben ersten Musical-Produktionen als Tanzlehrer. Im Jahr 2003 kam Israel als Au-pair nach Fulda. Später zog er nach Hamburg, wo sein Cousin bei der Musical-Produktion von König der Löwen mitspielte.
Seit 2008 ist Israel Sänger der Bands Cocoda und Nativa Brasileira. Cocoda spielt brasilianischen Jazz, Afro-Samba und Nativa Brasileira traditionelle brasilianische Musik (Samba, Bossa Nova, Baião, Maracatu). Außerdem unterrichtet er Kinder in Gesang, Tanz und Schauspiel.
Kelly Heelton bzw. Fausto Israel lebt in Bad Schwalbach.

## Karriere

### Drag-Karriere
Ihr Debüt als Dragqueen gab Kelly Heelton 2005 in Köln, als sie in einem Trio, das eine Imitation der Girl-Band Destiny’s Child darstellte, für eine andere Dragqueen einsprang. In dieser Performance übernahm sie die Rolle der Kelly Rowland, von der sich auch ihr Drag-Name ableitet. Sie hatte weltweit Auftritte, zum Beispiel in Russland, China, Malaysia, Malta, Italien und Südkorea. Sie moderierte Mr. Gay Europe im Jahr 2014 in Bregenz und 2016 auf Malta. Im Jahr 2016 moderierte sie ihren eigenen Drag-Wettbewerb: Kelly Heeltons Next Drag Superstar, ausgestrahlt auf YouTube. Dabei traten 14 Dragqueens gegeneinander an, in Anlehnung an RuPaul’s Drag Race.
Bei der ersten Staffel Drag Race Germany belegte sie den 4. Platz. Sie schied in der 10. Folge im Lip sync gegen Metamorkid zum Lied Heart to Break von Kim Petras aus.
Unter ihrem bürgerlichen Namen übernahm sie im Jahr 2025 eine Rolle in Rosa von Praunheims Stück Die Bettwurst - Das Musical in der Berliner Bar jeder Vernunft.

#### Film & Fernsehen
- 2012: Deutschland sucht den Superstar, Tänzerin bei Kristof Herings Auftritt von Ai Se Eu Te Pego![11]
- 2012: Das perfekter Dinner, VOX
- 2016: Kelly Heeltons Next Drag Superstar, YouTube-Reihe[9][12]
- 2020: The Diva in Me mit Sheila Wolf und Barbie Breakout, RTL
- 2021: Open Stage Berlin – Die tägliche Doris, Arte[13]
- 2022: Meine Freundin Volker, ARD-Film
- 2023: Drag Race Germany

### Schauspiel- und Gesangskarriere
als Fausto Israel
- 2000: Die Schöne und das Biest, São Paulo
- 2000: Saturday Night Fever, São Paulo
- 2001: Fame, São Paulo
- 2010: Copacabana, Wagenhalle Griesheim, Choreographie[14]
- 2012: La Cage aux Folles als Zofe Jacob, Volkstheater Frankfurt, später auch im Staatstheater Mainz, Stadttheater Bonn, Capitol Mannheim, Bar jeder Vernunft in Berlin
- 2016: Frau Luna als Mondgroom, Göttin Venus und Krieger Mars, Tipi am Kanzleramt (Berlin)
- 2017: Die Fledermaus als Ivan, Oper Köln[15]
- 2025: Die Bettwurst – Das Musical, Bar Jeder Vernunft, Berlin[16]